# بریرلی هیل
بریرلی هیل (به انگلیسی: Brierley Hill) یک شهرک در بریتانیا است که در Dudley واقع شده‌است. بریرلی هیل ۱۳٬۹۳۵ نفر جمعیت دارد.